# Unix-like

Evoluzione dei sistemi UNIX e unix-like, dal 1969 al 2019

In informatica, Unix-like (talvolta UN*X o *nix), o tipo Unix, è una caratteristica riferita ad un singolo o ad un gruppo di sistemi operativi che consiste nell'essere simile a Unix, o più precisamente nell'ispirarsi ai suoi princìpi base; generalmente non sono certificati né sono necessariamente conformi alle specifiche SUS (Single UNIX Specification). Alcuni sistemi possono adottare un design simile a System V (sviluppato presso la AT&T), altri invece simile a BSD (sviluppato presso l'Università di Berkeley in California), altri ancora possono avere caratteristiche sia dell'uno (System V) sia dell'altro (BSD). L'espressione Unix-like può comprendere sistemi operativi completamente o in parte open source, software libero, commerciali, proprietari, e persino versioni basate su licenza UNIX.

## Descrizione

### Utilizzo del marchioUNIX
UNIX è un marchio registrato di proprietà di The Open Group, esso peraltro è utilizzato come un marchio di certificazione, l'Open Group inoltre si occupa anche dell'amministrazione della Single UNIX Specification.
Il termine Unix-like non è stato approvato dall'Open Group, che lo reputa a tutti gli effetti come un uso non corretto del loro marchio, in tal senso infatti sono state scritte delle linee guida ben precise, esse richiedono che UNIX debba essere scritto in lettere maiuscole o che si distingua chiaramente dal testo circostante, si incoraggia inoltre il fatto che esso debba essere usato come aggettivo in relazione al generico sostantivo "system" (sistema), infine si sconsiglia l'utilizzo con parole composte da trattini. Tuttavia, la definizione più simile che l'Open Group stesso reputa adeguata è "UNIX system-like", anteponendo in tal modo il marchio registrato prima di ogni altra definizione.

### Categorie
Dennis Ritchie, uno dei creatori originari di UNIX e del linguaggio di programmazione C, ha affermato che i sistemi unix-like come GNU/Linux sono a tutti gli effetti dei sistemi UNIX, ancorché derivati da esso.
Eric S.Raymond, noto hacker e gran estimatore dei sistemi Unix-like, nonché fervente sostenitore dei sistemi GNU/Linux sin dagli albori, autore tra gli altri di The art of Unix Programming, nel quale peraltro dedica un intero capitolo alla storia di UNIX, ha suggerito la suddivisione degli stessi in tre categorie:
- UNIX genetici (Genetic UNIX);
- UNIX intesi come marchio di fabbrica o certificati (Trademark or branded UNIX);
- UNIX funzionali (Functional UNIX).